# رعاية المرضى التفاعلية
تشير الرعاية التفاعلية للمرضى (IPC) إلى نهج في الرعاية الصحية الذي يضع التركيز على توفير الموارد التعليمية والترفيهية بجانب المريض بواسطة تلفاز بداخل الغرفة. ومع ذلك، يزداد النشاط ل (IPC) لتشمل المزيد من الواجهات المقابلة للمريض مثل المحمول والتلفزيون الذكي والتطبيقات الاجتماعية وكذلك بوابة المريض للخدمة الذاتية. هذا التطور لـ IPC يعمل على توسيع أثر الارتباط إلى ما وراء سرير المريض ليشمل استمرارية رعاية المريض بالكامل وفي المنزل بشكل أساسي. يمكن أن توفر هذه التقنيات خدمات تفاعلية مخصصة لحالة المريض وتزويد العاملين في مجال الرعاية الصحية بتثقيف المريض وتقييم الألم وتعليم الأدوية. يمكن أن تتكامل حلول IPC أيضًا مع أنظمة EMR التقليدية وأنظمة تكنولوجيا المعلومات بالمستشفيات مثل Cerner و McKesson و GE Healthcare ، ولكنها تطبيقات تتمحور حول المريض بشكل مباشر أكثر، والتي يساعد توصيلها المستشفيات على تلبية متطلبات الخدمة والجودة. في ضوء الاستخدام الهادف، من المتوقع أيضًا أن توفير IPC من خلال أساليب تكنولوجية متعددة سيساعد المستشفيات الأمريكية على الوصول إلى متطلبات انتفاع المرضى بنسبة 5٪ المتوقعة في عام 2014.

## الاستخدام السريري
- تثقيف المريض
- تثقيف الدواء
- سلامة المرضى والجودة
- رضا المرضى
- الرعاية الصحية عن بعد
- التطبيب عن بعد

## الاستخدام غير السريري
- خطة الخروج
- الخدمات الغذائية
- كفاءة العملية
- وسائل الراحة والترفيه
- برامج التسويق والولاء
- ردود الفعل واستعادة الخدمة

## فوائد
تعمل الرعاية التفاعلية للمرضى على تحسين الرضا والنتائج لكل من المريض والمستشفى. تجربة المرضى تحسن النتائج من خلال تعليم وتمكين أفضل للتأثير على تجربة الرعاية. يمكن للمستشفيات ومقدمي الرعاية تحسين تقديمهم للعناية الأكثر كفاءة واستهدافًا لمرضاهم مع تحسين فهمهم لمتطلبات المرضى، والرضا عبر استمرارية الرعاية الكاملة.

## حالة السوق
التوقعات بشأن نمو سوق الرعاية التفاعلية للمرضى متفائلة، ويعتمد الكثير من هذا التفاؤل على الطلب المتزايد من كبار السن المتزايدين وكذلك السكان المؤمن عليهم حديثًا (الناتج عن إصلاح الرعاية الصحية الحديثة). بسبب تزايد عدد السكان، يتم زيادة رعاية المرضى وكذلك تحسين الأدوية.